# Diego Calva
Diego Calva Hernández (Città del Messico, 16 marzo 1992) è un attore messicano.
Ha ottenuto il riconoscimento internazionale con il ruolo di Manny Torres nel film Babylon di Damien Chazelle, per il quale ha ricevuto una candidatura al Golden Globe nella sezione migliore attore in un film commedia o musicale.

## Biografia
Diego Calva è nato il 16 marzo 1992 a Città del Messico. Ha frequentato il Centro de Capacitación Cinematográfica, dove ha studiato regia e sceneggiatura. Ha iniziato a recitare nel 2013 nel cortometraggio Ficción. Ha ottenuto il suo primo ruolo da protagonista nel 2015 nel film indipendente Te prometo anarquía, il quale è stato presentato al Locarno Film Festival e mostrato al Toronto International Film Festival. Per questo ruolo, ha vinto come miglior attore protagonista al Festival Internacional del Nuevo Cine Latinoamericano de La Habana. Nel 2021 è entrato a far parte del cast della serie di Netflix, Narcos: Messico. Nel 2022 ha recitato a fianco di Margot Robbie e Brad Pitt nel film di Damien Chazelle Babylon. Per il ruolo è stato candidato ai Golden Globe come miglior attore in un film commedia o musicale.

## Filmografia

### Cinema
- Te prometo anarquía, regia di Julio Hernández Cordón (2015)
- Ayúdame a pasar la noche, regia di José Ramón Chávez (2017)
- ColOZio, regia di Artemio Narro (2020)
- Tigres, regia di Miguel Icaza (2020)
- Los hermosos vencidos, regia di Guillermo Magariños (2021)
- Babylon, regia di Damien Chazelle (2022)
- City of Dreams, regia di Mohit Ramchandani (2023)
- Bird Box Barcellona (Bird Box Barcelona), regia di Álex Pastor e David Pastor (2023)
- On Swift Horses, regia di Daniel Minahan (2024)

### Televisione
- Il detenuto (El Recluso) - serie TV, 12 episodi (2018)
- Desenfrenadas - serie TV, 8 episodi (2020)
- Narcos: Messico (Narcos: México) - serie TV, 6 episodi (2021)

### Cortometraggi
- Ficción, regia di Juan Pablo Villavicencio Borges (2013)
- Carlota, regia di Malu Solís (2021)
- Ese Ruido, regia di Sebastian Isla (2023)
- Siente Vértigo, regia di Luciana Moreno Mora (2024)
- Perséfone, regia di Jurek Jablonicky (2024)

## Riconoscimenti
- Golden Globe
  - 2023 - Candidatura al miglior attore in un film commedia o musicale per Babylon[11]
- Satellite Award
  - 2023 - Candidatura al miglior attore in un film commedia o musicale per Babylon[12]
- Screen Actors Guild Award
  - 2023 - Candidatura al miglior cast cinematografico per Babylon[13]

## Doppiatori italiani
Nelle versioni in italiano delle opere in cui ha recitato, Diego Calva è stato doppiato da:
- Jacopo Venturiero in Babylon
- Flavio Aquilone in Bird Box Barcellona